# Municipio Santiváñez
Das Municipio  Santiváñez  ist ein Verwaltungsbezirk im Departamento Cochabamba im südamerikanischen Anden-Staat Bolivien.

## Lage im Nahraum
Das Municipio Santiváñez ist eines von drei Municipios der Provinz Capinota. Es grenzt im Westen an die Provinz Quillacollo, im Süden an das Municipio Capinota, im Osten an die Provinz Esteban Arce und im Norden an die Provinz Cercado.
Der zentrale Ort des Municipios ist Santiváñez mit 874 Einwohnern im nordwestlichen Teil des Municipios. (Volkszählung 2012)

## Geographie
Das Municipio Santiváñez liegt im Übergangsbereich zwischen der Anden-Gebirgskette der Cordillera Central und dem bolivianischen Tiefland. Die mittlere Durchschnittstemperatur der Region liegt bei etwa 18 °C (siehe Klimadiagramm Cochabamba) und schwankt nur unwesentlich zwischen 14 °C im Juni/Juli und 20 °C im Oktober/November.
Der Jahresniederschlag beträgt nur rund 450 mm, bei einer ausgeprägten Trockenzeit von Mai bis September mit Monatsniederschlägen unter 10 mm, und einer Feuchtezeit von Dezember bis Februar mit 90 bis 120 mm Monatsniederschlag.

## Bevölkerung
Die Einwohnerzahl ist zwischen 1992 und 2024 um ein Viertel angestiegen:
| Jahr | Einwohner | Quelle       |
| ---- | --------- | ------------ |
| 1992 | 6332      | Volkszählung |
| 2001 | 6402      | Volkszählung |
| 2012 | 6527      | Volkszählung |
| 2024 | 7868      | Volkszählung |

Die Bevölkerungsdichte des Municipios bei der Volkszählung von 2024 betrug 26,5 Einwohner/km², der Anteil der städtischen Bevölkerung ist 0,0 Prozent.
Die Lebenserwartung der Neugeborenen lag im Jahr 2001 bei 61,3 Jahren.
Der Alphabetisierungsgrad bei den über 19-Jährigen beträgt 70,7 Prozent, und zwar 84,2 Prozent bei Männern und 59,8 Prozent bei Frauen (2001).

## Politik
Ergebnis der Regionalwahlen (concejales del municipio) vom 4. April 2010:
| Wahl- berechtigte |  | Wahl- beteiligung | gültige Stimmen |  | MAS-IPSP | MUS    | MSM    |
| ----------------- |  | ----------------- | --------------- |  | -------- | ------ | ------ |
| 3.630             |  | 3.207             | 2.458           |  | 1.489    | 492    | 477    |
|                   |  | 88,3 %            | 56,6 %          |  | 60,6 %   | 20,0 % | 19,4 % |

Ergebnis der Regionalwahlen (elecciones de autoridades políticas) vom 7. März 2021:
| Wahl- berechtigte |  | Wahl- beteiligung | gültige Stimmen |  | MAS-IPSP | SÚMATE  | MTS    | SOMOS  | UNIDOS.CBBA | FPV    |
| ----------------- |  | ----------------- | --------------- |  | -------- | ------- | ------ | ------ | ----------- | ------ |
| 5.117             |  | 4.338             | 3.976           |  | 3.110    | 503     | 238    | 47     | 32          | 17     |
|                   |  | 84,78 %           | 91,66 %         |  | 78,22 %  | 12,65 % | 5,99 % | 1,18 % | 0,80 %      | 0,43 % |

## Gliederung
Das Municipio Santiváñez untergliederte sich bei der letzten Volkszählung von 2012 in die folgenden sieben Kantone (cantones):
- 03-0702-01 Kanton Chojtama – 22 Ortschaften – 2.336 Einwohner
- 03-0702-02 Kanton Calera – 1 Ortschaft – 36 Einwohner
- 03-0702-03 Kanton Caporaya – 3 Ortschaften – 659 Einwohner
- 03-0702-04 Kanton Santiváñez – 16 Ortschaften – 2.324 Einwohner
- 03-0702-05 Kanton Huañacota – 6 Ortschaften – 776 Einwohner
- 03-0702-06 Kanton Poquera – 1 Ortschaft – 179 Einwohner
- 03-0702-07 Kanton Caraza – 3 Ortschaften – 217 Einwohner

## Ortschaften im Municipio Santiváñez
- Santiváñez 874 Einw.